# Port lotniczy Wakaya
Port lotniczy Wakaya (IATA: KAY, ICAO: NFNW) – port lotniczy położony na wyspie Wakaya, należącej do Fidżi.